# Eurotower
Eurotower je poslovni neboder smješten u Zagrebu, u Hrvatskoj, na adresi Ulica Ivana Lučića 4, na križanju Ulice grada Vukovara i Ulice Ivana Lučića.

## Tehnički podaci
Drugi je najviši neboder u Republici Hrvatskoj. Smješten je na kosom terenu, pa se u obzir uzimaju dvije visine - 94 m od kote ulaznog platoa ispred tornja (Lučićeva ulica), odnosno najviša visina 96 m s druge strane, od ulaza u garažu (Humboltova ulica). Visina zgrade od poda najnižeg podzemnog kata do najvišeg vrha je 109,5 m. Iznad zemlje su visoko prizemlje, galerija, 23 kata, i strojarnica. Ispod zemlje se nalazi 5 katova podruma s 364 parkirališnih mjesta za djelatnike i posjetitelje. Katove poslužuje 8 modernih brzih dizala za djelatnike i posjetitelje, jedan teretni lift, te dva stubišta. Ukupna bruto površina iznosi 35 270 m2, a površina koja se daje u najam 18477 m2. 
Sigurnost predstavlja moderni umreženi sustav vatrodojave i kamera. Neboder ima 4 transformatora i pomoćni agregat.
Neboder je u oblika kvadra tlocrta 36 x 27.6 m s pravokutno udubljenom fasadom na 5 mjesta. Udubine (uvučene konzole) nalaze se na dijametralno suprotnim stranama kvadra, jedna se proteže od 1. do 3. kata, dvije od 8. do 10. kata, i dvije od 18. do 22. kata.
Kao armirano betonsku strukturu, obod nebodera drži 20 (5x4) betonskih stupova koji se prema vrhu stanjuju, te mnoštvo armature u jezgri.
Pročelje je izvedeno kao spoj dva lagano zatamnjena prozirna stakla. Prozori su fiksni i u punoj visini kata, te naizgled kaotično raspodijeljeni, a na mjestima udubina, razmješteni su pravilno. Zadnji - 23. kat, samo je djelomično prekriven staklenom fasadom; većina kata ima rebra od staklenih ploha u visini cijelog kata koja pod određenim kutom snažno reflektiraju Sunce. 
Također, pri određenim svjetlosnim uvjetima, dijelovi ili strane nebodera drukčije reflektiraju svjetlo, pa je toranj za primjerice oblačnog vremena dvobojan, a pri jarkom suncu izdaleka pojedini prozori sedefasto reflektiraju svjetlo. Kat je potpuno slobodan, bez pregradnih zidova, što omogućuje neovisno planiranje uredskih prostorija.
Cijeli kompleks je originalno zamišljen kao spoj dva nebodera od 26 i 13 katova, zvani Eurotower I i Eurotower II, no oba su na kraju reducirane visine.

## Povijest
Zemljište je još 2002. godine bilo predviđeno za neboder, a radovi su počeli u ljeto 2004. godine. Prvi prozor postavljen je u svibnju 2005. godine, dostizanje zadnjeg kata krajem kolovoza 2005., a dostizanje pune visine krajem rujna 2005.
Kraj radova se predviđa za kraj 2006. Visina drugog, nižeg nebodera (prije zvanog Mamićev toranj) je reducirana sa 16 na 10 katova, a završetak se predviđa za 2008. godinu.
Arhitekt je Marijan Hržić, investitor Josip Kordić (direktor tvrtke Hidrocommerce). Glavni izvođač radova konstrukcije zgrade je tvrtka Porr - Hrvatska. Glavni izvođač konstrukcije je Hidrocommerce.

## Vanjske poveznice
- Eurotower – službena stranica (engl.) (hrv.)